# Халава (Хаваји)
Халава (енгл. Halawa) насељено је место за статистичке потребе у америчкој савезној држави Хаваји. По попису становништва из 2010. у њему је живело 14.014 становника.

## Демографија
Према попису становништва из 2010. у граду је живело 14.014 становника, што је 123 (0,9%) становника више него 2000. године.
| Група             | 2000.         | 2010.         |
| Белци             | 2.021 (14,5%) | 1.538 (11,0%) |
| Афроамериканци    | 254 (1,8%)    | 209 (1,5%)    |
| Азијати           | 7.070 (50,9%) | 7.234 (51,6%) |
| Хиспаноамериканци | 905 (6,5%)    | 1.052 (7,5%)  |
| Укупно            | 13.891        | 14.014        |